# Телма Ритър
Телма Ритър (на английски: Thelma Ritter) е американска актриса. 

## Биография
Телма Ритър е родена на 14 февруари 1905 година в Бруклин, Ню Йорк, САЩ. Тя е първото дете на Чарлз и Луси Ритър, и двамата родени в Съединените щати.  Според преброяването на щата Ню Йорк от 1905 г. баща й по това време е бил счетоводител.  Актьорската кариера на Ритър започва като тийнейджър, когато тя се появява в гимназиални пиеси и акционерни компании. По-късно тя получава официално обучение в Американската академия за драматични изкуства. 

### Кариера
Телма Ритър прави театрални изяви на Бродуей и радиопредавания в началото на кариерата си. 
Първата и филмова роля е в „Чудо на 34-та улица“ (1947). Тя направи незабравимо впечатление в кратка некредитирана сцена, като разочарована майка, която не успява да намери играчката, която Крис Крингъл е обещала на сина си. Третата й роля във филма на Джоузеф Манкевич „Писмо до три съпруги“ (1949), оставя следа, въпреки че Ритър отново е без кредит. Манкевич е имал предвид Ритър за ролята на Бърди във „Всичко за Ева“ (1950), което й спечели номинация за Оскар за най-добра поддържаща женска роля. Следва втора номинация в същата категория за работата й в комедията на Митчъл Лайзен „Сезонът за чифтосване“ (1951) с участието на Джийн Тиърни и Джон Лунд. Ритър се радва на стабилна филмова работа през следващите десетина години.
Тя се появява в много от епизодичните драматични телевизионни сериали от 1950-те години, като Алфред Хичкок представя и Дженерал електрик театър. Други роли в киното са като медицинската сестра на Джеймс Стюарт в „Прозорец към двора“ (1954) и като слугиня на Дорис Дей в „Интимен разговор“ (1959). Макар и най-известна с комедийни роли, тя играе и драматични роли, най-вече в „С песен в сърцето ми“ (1952), „Пикап на Саут Стрийт“ (1953), „Титаник“ (1953), „Неподходящите“ (1961) и „Птичарят от Алкатраз“ (1962), за което тя получава последната си номинация за Оскар. Последната й работа е поява в шоуто на Джери Люис на 23 януари 1968 г. 

### Личен живот
Телма Ритър се омъжва през 1927 г. за Джоузеф Моран, който също е актьор, но сменя професията си в средата на 1930-те години, като избира да стане рекламен агент и след това изпълнителен директор.  Въпреки че впоследствие се бори за сценичната си кариера, Телма решава да направи пауза от актьорството, за да отгледа двете си деца Моника и Джо. 

### Смърт
Телма Ритър умира през 1969 г. от инфаркт в Ню Йорк, девет дни преди 67-ия си рожден ден. 

## Избрана филмография
| Година | Филм                     | Оригинално заглавие    | Роля                           | Режисьор              |
| ------ | ------------------------ | ---------------------- | ------------------------------ | --------------------- |
| 1947   | Чудо на 34-та улица      | Miracle on 34th Street | майката на Питър (неупомената) | Джордж Сийтън         |
| 1950   | Всичко за Ева            | All about Eve          | Бърди                          | Джоузеф Манкевич      |
| 1954   | Прозорец към двора       | Rear Window            | Стела                          | Алфред Хичкок         |
| 1959   | Дупка в главата          | A Hole in the Head     | Софи Манета                    | Франк Капра           |
| 1959   | Интимен разговор         | Pillow Talk            | Алма                           | Майкъл Гордън         |
| 1962   | Как беше завладян Запада | How the West Was Won   | Агата Клег                     | Хатауей, Форд, Маршал |